# Unitat jueva Botwin
La Unitat jueva Botwin, anomenada anteriorment Segona Companyia del Batalló Palafox, va ser una unitat de brigadistes d'origen jueu, formada per 152 combatients, la qual va participar en favor del bàndol republicà durant la Guerra Civil espanyola. Va romandre activa en combat durant nou mesos, arribant a morir almenys sis dels seus oficials.
Aquesta unitat va acabar la seva activitat el setembre de 1938, durant l'ofensiva de l'Ebre. Molts dels seus integrants van morir, i els supervivents, menys de 90 brigadistes, van acabar com a presoners de guerra, encara que, amb posterioritat i en comprovar-se que eren jueus, van ser executats per l'exèrcit de Franco, a diferència dels espanyols, els quals van ser portats a camps de presoners.
Durant el temps que va estar activa, la Unitat jueva Botwin va editar un periòdic en jiddisch.